# Richard Anthony Salisbury
Richard Anthony Salisbury, en realidad Richard Markham, (2 de mayo de 1761 en Leeds - 23 de marzo de 1829, Londres) fue un botánico y pteridólogo inglés .

## Biografía
Era hijo de Richard Markham. Estudió en la Universidad de Edimburgo—posiblemente instruido por John Hope—y con amistad con James Edward Smith. Las razones por que Richard cambia su nombre por el de Salisbury no quedan muy claras. Parecería que lo haya hecho para financiar sus estudios y obtener una ayuda de la Sra. Anna Salisbury.
Se casa con Caroline Staniforth en 1796, unión de la cual nace su solo niño, Eleanor, al año siguiente. La pareja se separa poco después, Richard Salisbury había engañado a Caroline sobre el estado de sus finanzas en el momento de contraer el matrimonio. Muy endeudado, se le detiene por malversaciones financieras.
En 1802, su situación financiera parece mejorar ya que compra entonces una casa. Oponiéndose vigorosamente al sistema de clasificación de Carlos Linneo (1707-1778).

## Obra
- Icones Stirpium rariorum, 1787

- Prodromus Stirpium in horto ad Chapel Allerton, 1796

- Disaertatio botanica de Erica, 1800

- The Paradisus londinensis, 1805 bis 1808

- On the cultivation of the plants belonging to the natural order of Proteeae que luego sería una revista Cult. Prot.

- Transactions of the Horticultural Society of London 1820
  - On the cultivation of the Polianthes Tuberosa. 1806. p. 41. Consultado el 1 nov. 2014. In Horticultural Society of London ( 1820)
  - Observations on the diffferent species of Dahlia. 1808. p. 84. Consultado el 1 nov. 2014. In Horticultural Society of London ( 1820)
  - A short account of Nectarines and Peaches. 1808. p. 103. Consultado el 1 nov. 2014. In Horticultural Society of London ( 1820)
  - Some account of the Red Doyenne Pear. 1811. p. 230. Consultado el 1 nov. 2014. In Horticultural Society of London ( 1820)
  - On the cultivation of rare plants. 1812. p. 261. Consultado el 1 de noviembre de 2014. In Horticultural Society of London ( 1820)
  - On the cultivation of the Jamrosade. 1811. p. Appendix 11. Consultado el 1 nov. 2014. In Horticultural Society of London ( 1820)
  - On the vegetation of high mountains. 1811. p. Appendix 15. Consultado el 1 nov. 2014. In Horticultural Society of London ( 1820)
  - Description of a bank for Alpine Plants. 1811. p. Appendix 15. Consultado el 1 nov. 2014. In Horticultural Society of London ( 1820)

- Salisbury, Richard Anthony; Gray, J. E. (1866). The Genera of Plants (fragmento no publicado). Consultado el 26 oct. 2014.

## Honores

### Eponimia
- (Ginkgoaceae) Salisburia (hoy Ginkgo)Sm.[2]
- La abreviatura «Salisb.» se emplea para indicar a Richard Anthony Salisbury como autoridad en la descripción y clasificación científica de los vegetales.[3]

## Fuente
- Traducción del artículo de la Wikipedia en francés, inglés y alemán.